# День захисника Вітчизни (23 лютого)
День захисника Вітчизни (рос. День защитника Отечества), також 
День Радянської армії і Військово-морського флоту — колишнє державне свято в Україні, що відзначалося 23 лютого, було спадком радянської системи. 
Зараз державне свято та неробочий день в Росії, ПМР та Киргизстані, що відзначається щорічно 23 лютого.
У Білорусі цього дня відзначають «День захисників Вітчизни та Збройних сил в Білорусі», а в Таджикистані «День захисника і День утворення Збройних сил Таджикистану», але цей день є робочим.
Свято було встановлено в СРСР у 1922 році, як «День Червоної армії і флоту». З 1949 мало назву «День Радянської армії і Військово-морського флоту».

## Історичне тло
15 (28) січня 1918 рік Рада народних комісарів Радянської Росії видає Декрет про створення Робітничо-селянської Червоної армії (оприлюднений 20 січня (2 лютого) 1918 року в офіційному органі уряду більшовиків. На фронті почався запис до нової армії солдатів-добровольців, з яких формували червоноармійські роти, що мало-помалу зводилися в полки; але, наприклад, у Петрограді перший пункт запису до Червоної армії відкрився лише 21 лютого, себто після початку німецького наступу.
О 19:30 16 лютого німецьке командування офіційно заявило радянському представникові в Брест-Литовську про те, що о 12:00 18 лютого закінчується перемир'я між Росією і Німеччиною і відновлюється стан війни.
Зранку 18 лютого 1918 вже надійшли дані про активізацію німецьких військ. Удень розпочався наступ усім фронтом від Балтійського моря до Карпат силами 47 піхотних і 5 кавалерійських дивізій. Як зазначає історик Юрій Фельштинський, відносно невеликі німецькі загони просувалися, майже не зустрічаючи опору: «Через те, що у більшовиків панувала паніка і чутки про наближення міфічних німецьких військ, міста і станції залишалися без бою ще до прибуття ворога. Двінськ, наприклад, був узятий німецьким загоном із 60-100 осіб. Псков був зайнятий невеликим загоном німців, які приїхали на мотоциклах. У Режіце німецький загін був настільки нечисленний, що не зміг зайняти телеграф, який працював ще цілу добу».

Газети тих днів повідомляли, що, коли німці почали наступ, у Мінську «рада народних комісарів у західній області почала організовувати загони для захисту міста. Однак, дізнавшись про наближення ворога, ця охорона тут же кинула свої пости і кинулася до вокзалів, беручи поїзди нападом. Мешканці замкнулися в домівках, у місті згасла електрика. О 12 годині ночі до міста вступили німецькі війська». Люцин був узятий таким чином: 
«до містечка з Режіц прибуло всього 42 німці у двох вагонах. Вони були дуже стомлені й насамперед вирушили до буфету, де ситно перекусили». Після чого ними був «затриманий ешелон солдатів, який готувався до від'їзду. Німці вишикували солдатів у шеренгу на платформі, відібрали у них рушниці й заявили: „Тепер ви вільні. Марш, куди хочете, тільки паровозів не отримаєте“».
Швидкість просування німців доходила до 50 км на добу. Вони наступали невеликими летючими загонами з добровольців, які, «не зустрічаючи опору, просувалися на поїздах, автомобілях і санях далеко попереду від головних сил, що поволі підтягалися». Рушивши від лінії Пінськ-Двінськ-Рига, німці впродовж першого ж тижня наступу зайняли Мінськ, Полоцьк, Псков, Ревель.
21 лютого 1918 року в Петрограді радянська влада оголосила, що тих мешканців, хто добровільно не запишеться до Червоної армії, примусово і під конвоєм пошлють на копання окопів навколо міста. Як наслідок, упродовж кількох днів до неї записалося до 100 000 осіб.
Надії більшовиків на зведені червоноармійські частини і «пролетарську» Червону гвардію не виправдалися. За спогадами Антонова-Овсієнка, «Зведені загони, значною мірою, виявилися недієздатними, дали великий відсоток дезертирства і непослуху. Загони Червоної гвардії виявили загалом слабку витривалість, погану маневровість і боєздатність». Дізнавшись про мобілізацію Червоної гвардії й підготовлюване перетворення її в Червону армію, багато петроградських червоногвардійців поспішили здати зброю і розійтися по домівках.
У статті «Важкий, але необхідний урок», оприлюдненій у газеті «Правда» 25 лютого, Ленін так характеризував ситуацію тих днів:
Болісно-ганебні повідомлення про відмову полків тримати позиції, про відмову захищати навіть Нарвську лінію, про невиконання наказу знищити все і вся при відступі; не говоримо вже про втечу, хаос, безрукість, безпорадність, нехлюйство (…) У Радянської республіки немає армії.
23 лютого 1918 року було опубліковано заклик РНК від 21 лютого «Соціалістична вітчизна в небезпеці», а також «Заклик військового головнокомандувача» Н. Криленка, який закінчувався словами: «(…) Усі до зброї. Усі на захист революції. Поголовна мобілізація для риття окопів і висилка окопних загонів доручається радам із призначенням відповідальних комісарів із необмеженими повноваженнями для кожного загону. Цей наказ розсилається як інструкція до всіх рад усіх міст».
Уранці 23 лютого 1918 року був пред'явлений німецький ультиматум про умови миру, за якими Петроградська влада мала визнати незалежність Латвії, Литви, Естонії, Фінляндії та України і підписати з Україною мирний договір. Того ж дня, 23 лютого, члени Центрального Комітету РСДРП (б) дали свою згоду на прийняття німецького ультиматуму. О 3-й годині ночі 24 лютого він був прийнятий ВЦВК («за» проголосувало 116 його членів, «проти» — 85, «утрималось» — 26).
25 лютого, зважаючи на те, що тривав наступ німців та виникла загроза Петроградові, відкрилися призовні пункти і була зроблена реальна спроба почати масовий запис до Червоної армії.
3 березня 1918 року був підписаний Берестейський мир цілком на німецьких умовах.

### Виникнення свята
10 січня 1919 Голова Вищої військової інспекції РСЧА Микола Подвойський відправляє до ВЦВК пропозицію відсвяткувати річницю РСЧА 28 січня: 
28 січня, виповнюється рік з дня видання Радою Народних Комісарів декрету про створення Робітничо-селянської Червоної армії. Було б бажано відсвяткувати річницю створення Червоної армії, віднісши святкування до 28 січня, дня видання декрету.

Його прохання приходить із запізненням і розглядається тільки 23 січня. Однак, ВЦВК відмовляє у зв'язку із запізненням пропозиції: 
Жодних рішень не приймати через пізнє подання клопотання та неможливість в такий короткий термін організувати святкування.

Тим не менше, 24 січня Президія Мосради розглядає питання «Про влаштування свята на ознаменування річниці створення Червоної армії» та поєднує святкування з Днем червоного дарунка — 17 лютого. З резолюції Мосради: 
Визнати за необхідне влаштування дня Червоної армії на ознаменування річниці її створення. Приурочити день святкування Червоної армії до дня Червоного дарунку. Організувати цього дня мітинги, концерти і вистави.
Але оскільки 17 лютого припало на понеділок, День червоного подарунка, і, відповідно, річницю РСЧА відклали на найближчу неділю, себто 23 лютого, Газета «Правда» повідомляла:
Влаштування Дня червоного подарунка в усій Росії перенесено на 23 лютого. Цього дня у містах і на фронті буде організовано святкування річниці створення Червоної армії, що виповнилася 28 січня.

Потім свято було на кілька років забуте і відновлене в 1922 році. 27 січня цього року було оприлюднено постанову Президії ВЦВК про 4-ту річницю Червоної армії, в якій мовилося: 
Відповідно до постанови IX Всеросійського з'їзду Рад про Червону армію Президія ВЦВК звертає увагу виконкомів на наближення річниці створення Червоної армії (23 лютого).

### Перші спроби обґрунтування дати 23 лютого
У 1923 р. з великою помпою святкувалося 5-річчя РККА, і свята на 23 лютого набули широкого розмаху. Саме тоді, на думку історика В. Миронова, починаються спроби винайти якусь подію, що виправдовувала б дату. Уперше день 23 лютого прямо названий Днем опублікування декрету про створення Червоної армії в постанові Президії ВЦВК від 18 січня 1923 У наказі Реввійськради республіки від 5 лютого 1923 року, підписаному Троцьким, подія, що стала приводом для свята, визначається так: «23 лютого 1918 р., під натиском ворогів робочий і селянський уряд проголосив необхідність створення збройної сили». У тому ж році в журналі «Військова думка і революція» з'явилося твердження, що 23 лютого була нібито сформована перша червоноармійська частина, яка брала участь у боях на північно-західному напрямку. У наступному році в журналі «Військовий вісник» з'являється фотокопія декрету Леніна про організацію Червоної армії від 15 (28) січня 1918 р. з помилковим датуванням його 23 лютого. В. Миронов пояснює це тим, що сформованому на той час партійно-бюрократичного апарату було «важливо і вигідно приховати ганьбу 1918 р.»
Проте ще в 1933 р Климент Ворошилов на урочистому засіданні, присвяченому 15-й річниці РСЧА, визнавав:
До речі, віднесення святкування річниці РСЧА до 23 лютого має досить випадковий і важко зрозумілий характер, та не збігається з історичними датами.
 

### Міф про перемогу під Псковом і Нарвою
У другій половині 30-х рр. для обґрунтування дати був складений міф про перемогу, нібито здобуту цього дня над німцями під Псковом і Нарвою. Згідно з архівними даними, до вечора 23 лютого німці перебували за 55 км від Пскова і 170 км від Нарви. Жодних боїв цього дня ні в німецьких, ні в російських архівах не зафіксовано.

#### Захоплення німцями Пскова
На Псков наступали летючі загони 53-го німецького корпусу групи армій «Д». Узявши 21 лютого Режіцу і підігнавши ешелон, захоплений біля Двінська, на який завантажили гарматні платформи, заховані за мішками з піском (через що в радянській літературі він фігурує як «бронепоїзд») — німці з цим ешелоном, і за підтримки броньовиків рушили на Псков. Член управління військами Північного фронту Б. П. Позерн відзначає вельми незначну кількість німців, які наступали на Псков:«За відомостями, вони обчислюються мало не ротами, хоча виграш їхній у тому, що у них є артилерія і кавалерія. Але, здається, в невеликій кількості».
21 лютого у Пскові було оголошено стан облоги. У місті перебувала велика кількість солдатів, оскільки саме місто прикривала 12-а російська армія (що втекла з-під Двінська і Риги) а далі, біля Острови, розташовувалася 1-а армія. Однак, зважаючи на повну небоєздатність, їм було наказано відступити до Новгорода, Луги і Старої Руси, і солдати масами поспіхом залишали місто по шосе на Лугу. 23 лютого газета «Нове слово» повідомляла:«У Пскові відходять поїзди, солдати беруть їх із боєм. Вони вилазять на дахи і буфери. Потрапивши до вагонів, розбивають скло ударами прикладів. У вагонах тільки й розмов, що про німецьку навалу».
Захищали місто рота псковських червоногвардійців і солдатів-призовників чисельністю до 100 осіб, а також прибулі з-під Риги: дві роти і кулеметна команда 2-го Ризького латиського полку, і 2-й червоноармійський полк під командуванням колишнього штабс-капітана А. І. Черепанова, укомплектований із солдатів-добровольців 12-ї армії. 23 лютого червоні частини перебували на далеких підступах до Пскова. Відповідно до спогадів Черепанова (правдивість яких, однак, ставиться під сумнів), увечері 23 лютого його полк на лінії річок Черехи-Многа (10-15 км від міста) вступив до бойового зіткнення з німцями, які наступали вздовж залізниці, і зумів їх зупинити. Проте потім німці обійшли полк і 24 лютого він відступив до околиць Пскова, прикриваючи шосе на Лугу, яким тривала втеча солдатів 12-ї армії: «із займаної позиції було добре видно, як безкінечною вервечкою рухалися від Пскова на схід обози і деморалізовані частини старої армії»
Тим часом німці, скориставшись хаосом, манівцями обійшли правий фланг псковських червоногвардійців і о 18 годині захопили станцію Псков-1. При цьому їх зустріли запеклим кулеметним вогнем латиші, які намагалися контратакувати, але врешті-решт були зломлені натиском німців. Після цього 2-й полк і латиші отримали наказ відступити. Деякий час у місті залишилися невеликі групи червоногвардійців, які вели по німцях кулеметний вогонь, прикриваючи відступ, але до 2 години ночі німці повністю захопили Псков.
При цьому, близько 10 години вечора, відступаючи, червоногвардійці підірвали розташований поруч із вокзалом невеликий піроксиліновий склад, саме в ту мить, коли до нього ввійшов німецький батальйон, і вбили 270 німців. Німецьке командування визнало, що внаслідок цього вибуху втратило більше солдатів і офіцерів, ніж за весь час 250-кілометрового наступу на Псков.
26 лютого Позерн повідомляв до Петрограда про взяття Пскова: «Місто було взято невеликими силами німців. Наша біда у відсутності підготовки, а також у тому, що жодними наказами не можна змінити заздалегідь підготовленого настрою — не продовжувати війну.» 

#### Зайняття німцями Нарви
На Нарвському напрямку німці (Північний корпус) почали наступ 25 лютого. 3 березня вони підступили до міста. Місто боронили загони Нарвської бойової дільниці: зведений червоноармійський загін Кляве-Клявіна, група угорців-інтернаціоналістів на чолі з Белою Куном, загін під командуванням Володимира Азіна і під командуванням загону моряків Дибенка, призначеного комендантом Нарви. Близько 15 години 3 березня червоногвардійцям вдалося зупинити німців приблизно за 5 км від міста, але їхньої витримки вистачило тільки на кілька годин: увечері червоні «без натиску з боку німців» втекли з Нарви. Німці, не знаючи про цю втечу, вступили до міста тільки наступного ранку. Газета «Дело народу» повідомляла: «Нарва була взята дуже невеликим загоном німців, усього близько 40 осіб, які приїхали на мотоциклетці о 8 годині ранку. Втеча з міста почалася ще напередодні, близько 12 години дня. Першими втекли солдати і комітети, кидаючи все напризволяще. Утім, дехто встигав продавати залишки нерозкраденого державного майна. Коли в місті з'явилися німецькі мотоциклісти, то на ратуші вдарили на сполох. Збіглися жителі, але німецький офіцер, пригрозивши пальцем, наказав розійтися. Усі швидко поховалися».
Червоні частини, що тікали з Нарви, зосередилися в Ямбурзі, де втікачів намагався організувати прибулий із Петрограда генерал Парський. Він навіть планував контратакувати Нарву (знаючи з телефонних переговорів, що німці до неї ще не вступали). Однак моряки не лише категорично відмовилися повертатися до Нарви, а й бігли далі до Гатчини, при чому в потязі Дибенка опинився і Парський, якому насилу вдалося вціліти і повернутися до Ямбурга. О 22 годині 4 березня він телеграфував:
«Нарва зайнята вкрай слабкими силами. (…) Усі матроські ешелони вирушили з комісаром Дибенком [в] Гатчині. Боронити позицію біля Ямбурга не були схильні. Червоногвардійські частини відправляю з Ямбурга вслід за матросами. За прикладом останніх і червоногвардійці почали вагатися; більше жодних збройних сил під рукою у мене немає, тому зняв артилерію з позиції, віддав розпорядження відправляти залишки ешелонів з майном, сам виїжджаю через чверть години».
Ямбург було, таким чином, полишено і повернуто тільки на наступний день, коли на допомогу Парському прибуло підкріплення. Німці до нього не заходили і взагалі лишалися в Нарві. За даними Парського, їхні сили були невеликі — «не більше декількох батальйонів і двох полків кінноти, при чому в самому місті розташований загін із батальйону піхоти, однієї кавалерійської частини, броньованих машин і самокатників». У цей час уже вступив у дію Берестейський мир, і німці зупинилися на лінії Псков-Нарва.
Дибенко, боячись відповідальності за залишення Нарви, утік зі своїми моряками з Гатчини далі і, врешті-решт, був виявлений у Самарі, звідки відправлений до Москви і відданий під трибунал. За залишення Нарви він був знятий із посади наркома військово-морських сил і виключений із партії.

#### Поява міфу про «перемогу під Псковом і Нарвою»
Міф про «перемогу під Псковом і Нарвою» був винайдений особисто Йосипом Сталіним у 1938 р. Уперше він з'являється в матеріалі, оприлюдненому в «Известиях» 16 лютого 1938 р. під заголовком «До 20-річчя РСЧА і ВМФ. Тези для пропагандистів». Відповідна теза звучала таким чином: «Під Нарвою і Псковом німецьким окупантам було дано рішучу відсіч. Їхнє просування на революційний Петроград було припинено. День відсічі військам німецького імперіалізму став днем ювілею молодої Червоної армії».
У вересні того ж року він був закріплений в оприлюдненій у «Правді» главі «Короткого курсу історії ВКП (б)» у практично аналогічних із попереднім текстом фразах:
Збройна інтервенція німецьких імперіалістів викликала могутній революційний підйом у країні. У відповідь на кинутий партією і Радянським урядом поклик «Соціалістична вітчизна в небезпеці!» робочий клас відповів посиленим формуванням частин Червоної армії. Молоді загони нової армії — армії революційного народу — героїчно відбивали натиск озброєного до зубів німецького хижака. Під Нарвою і Псковом німецьким окупантам було дано рішучу відсіч. Їхнє просування на Петроград було припинено. День відсічі військам німецького імперіалізму — 23 лютого — став днем народження молодої Червоної армії. 

Набагато рішучіше формулювання дав Сталін у наказі від 23 лютого 1942: 
 Молоді загони Червоної армії, що вперше вступили до війни, вщент розбили німецьких загарбників під Псковом і Нарвою 23 лютого 1918 року. Саме тому день 23 лютого 1918 р. був оголошений днем народження Червоної армії. 
Цю версію багато років підтримувала державна пропаганда в СРСР.

## День захисника Вітчизни. Сучасність
День захисника Вітчизни продовжують відзначати в Російській Федерації, Білорусі, Молдові, а також на її окупованій території. У Білорусі надалі залишається робочим днем.

### Україна
В Україні з 2014 року щорічно 14 жовтня святкується День захисника України.
З 1993 року День Збройних сил України офіційно святкується 6 грудня.
Однак з 1999 по 2014 рік офіційне державне свято з назвою День захисника вітчизни існувало і за радянською традицією відзначалося 23 лютого.
У 1999 р. був виданий Указ Президента України Леоніда Кучми, відповідно до якого 23 лютого названий Днем захисника Вітчизни. Цим указом президент Кучма продовжив радянську традицію — в Радянському Союзі цей день також вважався офіційним державним святом — «Днем Радянської армії та Військово-морського флоту».
У 2008 президент України Віктор Ющенко назвав 29 січня («День подвигу героїв Крут») «справжнім національним Днем захисника Вітчизни» та підтримав ініціативи щодо державного встановлення такого пам'ятного дня (у січні 2008-го Черкаська обласна організація Української народної партії запропонувала президентові перенести святкування Дня захисника Вітчизни з 23 лютого на 29 січня). Попри це 23 лютого залишився офіційним Днем захисника Вітчизни.
24 серпня 2014 року президент України Петро Порошенко заявив, що День захисника Вітчизни більше не буде святкуватися 23 лютого.
У жовтні 2014 року Володимир В'ятрович, директор Українського інституту національної пам'яті, запропонував відзначати День захисника України на Покрову (14 жовтня), мотивуючи це історичною традицією вшанування українського війська цього дня.
14 жовтня 2014 року указом Президента України Петра Порошенка з метою вшанування мужності та героїзму захисників незалежності і територіальної цілісності України, військових традицій і звитяг Українського народу, сприяння дальшому зміцненню патріотичного духу в суспільстві та на підтримку ініціативи громадськості встановлений День захисника України — свято, що відзначається в Україні 14 жовтня у день святої Покрови Пресвятої Богородиці водночас з Днем Українського козацтва.
Цим указом також був скасований указ Президента України Леоніда Кучми 1999 року про відзначення Дня захисника Вітчизни.

### Казахстан
У Казахстані День захисника Вітчизни відзначається 7 травня. Цього дня в 1992 р. створено Збройні сили Казахстану.

### Киргизстан
У Киргизстані День захисника Вітчизни відзначається 23 лютого. Цей день став неробочим святковим днем завдяки Трудовому кодексу, прийнятому в 2004 р. (стаття 113). Трудовий кодекс 1997 р. (стаття 166) не встановлював цей день святковим днем.

### Росія

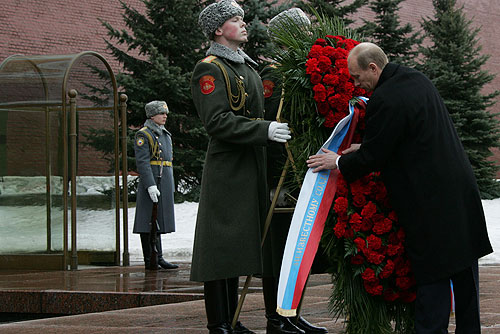
День захисника Вітчизни, 2008 р. Президент РФ Путін на покладанні вінка до Могили невідомого солдата

У Російській Федерації відзначається як День захисника Вітчизни згідно з Федеральним законом РФ «Про дні військової слави (переможних днях) Росії» (1995 рік).
18 січня 2006 року Держдума ухвалила виключити з офіційного опису свята в законі слова «День перемоги Червоної армії над кайзерівськими військами Німеччини (1918 рік)», а також викласти в однині поняття «захисник».
З 2002 року за рішенням Державної думи ФС РФ 23 лютого в Росії є неробочим днем.
Сьогодні 23 лютого в Росії є неформальним народним святом чоловіків, й надалі святкується як колегами в своїх колективах, так і в сім'ях, і має масовий характер, про що свідчить небажання людей знати правдиву передісторію. Цього дня поздоровляють також і жінок-ветеранів німецько-радянської війни, жінок-вояків.
Прихильники російської історичної державності не визнають встановленого в Росії «Дня захисника Вітчизни». Окремі громадські організації в Росії пропонують святкувати цього дня початок «Крижаного походу» Добровольчої армії 1918. Похід добровольців ознаменував собою початок відродження російської армії з революційного хаосу і дав надію на відродження Російської Держави. Однак Біла Добровольча Армія виступила в 1-й Кубанський (Крижаний) Похід не 23-го, а 22 лютого 1918 року.

## Інші чоловічі свята
- День батька — щорічне свято на честь батьків, що відзначаються в багатьох країнах.
- Вознесіння Христове в Німеччині — неофіційно вважається чоловічим святом у Німеччині.
- Всесвітній день чоловіків — відзначався в першу суботу листопада.
- Міжнародний чоловічий день — відзначається 19 листопада.